# Greg Haughton
Greg Haughton, född den 10 november 1973 är en jamaciansk före detta friidrottare som tävlade i kortdistanslöpning främst 400 meter.
Haughtons första världsmästerskap var VM 1993 i Stuttgart där han slutade på en sjätte plats. Vid VM 1995 i Göteborg blev det brons individuellt på 400 meter i en tävling där han för övrigt noterade sitt personliga rekord 44,56. Han deltog även i Jamacias lag på 4 x 400 meter där det blev silver. 
Hans första olympiska spel var Olympiska sommarspelen 1996 i Atlanta där han var med i stafettlaget som slutade på tredje plats. Vid VM 1997 i Aten blev det återigen en bronsmedalj i stafett. Bättre gick det för Jamaica vid Samväldesspelen 1998 där laget vann guld i stafett. 
Vid VM 1999 i Sevilla blev det silver i stafett. Laget slutade egentligen på tredje plats men då USA i efterhand blev diskvalificerade blev Jamaica silvermedaljörer. Han sprang även 400 meter individuellt och slutade då på en sjätte plats.  
Hans andra olympiska spel var OS 2000 i Sydney där han blev bronsmedaljör på 400 meter och bronsmedaljör i stafett. Samma resultat blev det vid VM 2001 i Edmonton där han återigen blev dubbel bronsmedaljör. Hans sista mästerskapsstart kom vid inomhus VM 2004 där han blev utslagen i semifinalen på 400 meter.